# Jean-François Poron
Jean-François Poron (* 6. Mai 1936 in Paris; † 3. September 2020) war ein französischer Schauspieler.

## Leben
Seine Schauspielausbildung erhielt Jean-François Poron am Cours Simon.
Sein Filmdebüt gab der 1936 in Paris im 6. Arrondissement geborene Schauspieler 1954 in einer kleinen Rolle in Marcel Carnés L’air de Paris. Seine erste Hauptrolle war der Alain in Hervé Brombergers Les Loups dans la bergerie (1960). Poron spielte Anfang der 1960er Jahre Hauptrollen als Herzog von Nemours neben Marina Vlady in Die Prinzessin von Cleve, als Daniel neben Annie Girardot in Hinter fremden Fenstern und die Doppelrolle der Zwillingsbrüder Henri und Louis XIV. in der Dumas-Verfilmung Die eiserne Maske (1962). Er spielte den Andrei Bulba, Sohn des Taras Bulba, in Die Kosaken kommen (1963) und in der Fortsetzung Le fils de Taras Bulba (1964). Zu seinen bekanntesten späteren Filmen zählen Raphaël ou le Débauché (1971) von Michel Deville, in dem er – diesmal in einer Nebenrolle – den Freund des Helden (Maurice Ronet) spielt, und Strafkommando Charlie Bravo (1980) mit Bruno Pradal. In Pierre Schoendoerffers Gerichtsdrama L’honneur d’un capitaine spielte Poron 1982 den neuen Freund der Witwe (Nicole Garcia) des Titelhelden.
Jean-François Poron spielte auch in vielen Fernsehfilmen, unter anderem die Hauptrolle in der Serie Le Renard à l’anneau d’or (1971) und den Comte Gérard de Villefort in Denys de La Patellières Vierteiler Der Graf von Monte Christo (1980). In der französischen Fernsehserie Catherine spielte er den Herzog Philip von Burgund.

## Filmografie (Auswahl)
- 1956: Die Wölfe (Pardonnez nos offenses)
- 1958: Die Ratten von Paris (Les jeux dangereux)
- 1958: Der Tag und die Nacht (Le miroir à deux faces)
- 1958: Die sich selbst betrügen (Les tricheurs)
- 1959: Ich begehre Dich (Asphalte)
- 1960: Sie hassen und sie lieben (Les loups dans la bergerie)
- 1961: Hinter fremden Fenstern (Le rendez-vous)
- 1961: Die Prinzessin von Cleve (La princesse de Clèves)
- 1962: Die eiserne Maske (Le masque de fer)
- 1962: Die Kosaken kommen (Tarass Boulba, il cosacco)
- 1971: Raphael, der Wüstling (Raphaël ou le débauché)
- 1977: Überfall im Morgengrauen (Quand la ville s’éveillé)
- 1978: Die Büstenhalterkompanie (Les filles du régiment)
- 1979: Der Graf von Monte Christo (Le comte de Monte Christo)
- 1980: Strafkommando Charlie Bravo (Charlie Bravo)
- 1982: L’honneur d’un capitaine
- 1985: Christopher Columbus